# Chthonius giustii
Chthonius giustii es una especie de arácnido  del orden Pseudoscorpionida de la familia Chthoniidae.

## Distribución geográfica
Se encuentra en Corcega. (Francia).